# Sofikó (Évros)
Sofikó, en grec moderne : Σοφικό, est un village du nome de l'Évros en Macédoine-Orientale-et-Thrace, Grèce. 
Selon le recensement de 2021, la localité compte 567 habitants.